# Chapelle de Roche chérie
La chapelle de Roche chérie est une chapelle située  dans le hameau de Roche chérie, sur la commune de Saint-Pons, en région Rhône-Alpes, en France.

## Histoire
La chapelle de Roche chérie a été réédifiée dans la seconde moitié du XIXe siècle pour lutter contre le phylloxéra. Cependant, il est possible que cette chapelle ait succédé à un bâtiment plus ancien, comme le témoignent des colonnes ne supportant rien. Cette chapelle a été restaurée dans les années 2010.

## Situation
La chapelle de Roche chérie est adossée à un neck.